# Københavns Drengekor
Københavns Drengekor (deutsch Kopenhagener Knabenchor) ist ein Chor, der dem Sankt Annæ Gymnasium in Kopenhagen angegliedert ist.

## Geschichte
Im Jahr 1924 schlug Asger Wilhelm Hansen dem Dänischen Chorverband vor, einen Knabenchor zu gründen. Svend und Asger Wilhelm Hansen, die kurz zuvor den Wilhelm Hansen Musikforlag übernommen hatten, stellten für das Experiment ein Kapital von 10.000 dänischen Kronen zur Verfügung. Als Dirigenten und Chorleiter wählte man Mogens Wöldike (1897–1988) aus, da er als Dirigent des Palestrina-Chores Engagement, Führungsqualitäten und Gespür für die alte Musik gezeigt hatte. Am 19. September 1924 wurde bei einem Treffen mit Wilhelm Hansen der Knabenchor gegründet. Das Ziel des Chores war, Chormusik für Knaben- und Männerstimmen vom Mittelalter bis zum 20. Jahrhundert aufzuführen.
Mit der Unterstützung der Schulverwaltung der Stadt Kopenhagen wurden die Schulen der Stadt und ihre Gesangslehrer gebeten, talentierte Jungen zum Vorsingen zu schicken. Es gab viel Interesse und 70 wurden ausgewählt. Ergänzt wurden die Knaben durch etwa 20 Männerchorsänger aus dem Palestrina-Chor und der Holmens Kirke. Das erste Konzert fand in privater Form am 11. Mai 1925 im Nikolaj-Kirchensaal statt. Mehrere Stücke, die später zu den Markenzeichen des Chores werden sollten, wurden bei dieser Gelegenheit aufgeführt, darunter von Palestrina, Niels Gade (1817–1890) Morgensang af Elverskud (deutsch Erlkönigs Tochter), Volksballaden von Thomas Laub (1852–1927) und Henrik Rung (1807–1871) in ihrer dänischen Muttersprache. Der öffentliche Durchbruch des Chores war bei einem Konzert in der Frederikskirche (Marmorkirche) am 25. März 1927.
Im Jahr 1929 wurde auf Empfehlung unter anderem von Carl Nielsen vereinbart, dass die Stadt Kopenhagen eine Schule nur für die Knaben von Mogens Wöldike im Kopenhagener Knabenchor einrichtete. Die Schule war im Gebäude von St. Annæ Vestre Skole in Hindegade untergebracht, das heutige Sankt Annæ Gymnasium (Volksschule und Gymnasium).
Bis 1959 war der Chor fest mit der Schlosskirche Christiansborg (dänisch Christiansborg Slotskirke) verbunden, aber seitdem die Frauenkirche in Kopenhagen (dänisch Vor Frue Kirke) zum Ort von Chorkonzerten am Freitagabend in der Saison, für die Knabengottesdienste und die liturgischen Abendgebete wurde, wechselte man die Kirche.
Im Jahr 1998 gab Königin Margrethe II. dem Chor die Erlaubnis, den Namen Det Kongelige Kantori (deutsch Die Königliche Kantorei) zu führen. Er steht unter der Schirmherrschaft von Kronprinz Frederik von Dänemark. Der Chor trägt auch zu einer Reihe von königlichen Veranstaltungen bei. Unter anderem sang er bei den Hochzeiten von (damals) Prinzessin Margrethe und Prinz Henrik im Jahr 1967, Prinz Joachim und Alexandra im Jahr 1995,  Kronprinz Frederik und Kronprinzessin Mary, wie auch bei den Taufen der Kinder des Kronprinzenpaares in Christiansborg und Fredensborg Slotskirke. Københavns Drengekor besteht aus 60–80 gut ausgebildeten Knabensängern und 30 professionellen Sängern.

## Dirigent und Chorleiter
- Mogens Wöldike (1924–1965)
- Niels Møller (1965–1984)
- Per Enevold (1984–1991)
- Ebbe Munk (1991–2020)
- Carsten Seyer-Hansen (seit 2020)[4]

## Diskografie
- Årets Krans Vol. 2, Danica DCD 8212
- Dietrich Buxtehude: Vocal Works Vol II, Dacapo 8.224160
- Danish Choral Music in the 20th Century, Danica Records
- Palle Mikkelborg: A Noone of Night, Dacapo
- Benjamin Britten: A Ceremony of Carols, London Records 436 394-2
- Georg Friedrich Händel: Saul
- Giovanni Pierluigi da Palestrina: Missa Papae Marcelli, Danica Records DCD 8163
- Årets Krans, Danica Records DCD 8182
- Danske Julesalmer, Danica Records DCD 8179
- Gioacchino Rossini: Petite Messe Solennelle, Kontrapunkt CD 32122/23
- Thorvaldsen, MEGA MRCD 3321
- Danske Sange, EMI CD 74973552
- Korsange og orgelkoraler til kirkeåret, Hamlet/Telefunken HAM 00013-2
- Gustav Mahler: 3. Symfonie, Chandos CHAN 8970/1
- Gustav Mahler: 8. Symfonie, Chandos CHAN 8853
- Leoš Janáček: Glagolistiske Messe, Chandos CHAN 9310
- Richard Strauss: A Capella Choral Works, Chandos CHAN 9223

### LP-Ausgaben
Neben regelmäßigen digitalen Veröffentlichungen hat der Chor auch drei Langspielplatten herausgebracht:
- Mogens Pedersøn: Kirkemusik fra Chr. IV's hof, EMI/DMA 017
- Julevesper i Københavns Domkirke, EMI LP 1395451
- Kirkemusik von Joseph Haydn und Wolfgang Amadeus Mozart, EMI LP 2706071